# 尹永夏级导弹艇
尹永夏级导弹艇是大韩民国海军装备的一型导弹快艇，也被称作PKG级导弹艇。韩国海军力图将尹永夏级导弹艇打造为世界一流的巡逻艇。该级艇主要部署在朝韩边界水域，用以保护和守卫韩国在该海域的海洋权益。尹永夏级导弹艇还有一款较小的衍生型，被称作PKX-B。PKX-B型巡逻艇以轻型鱼雷取代了反舰导弹，能够执行反潜任务。

## 历史

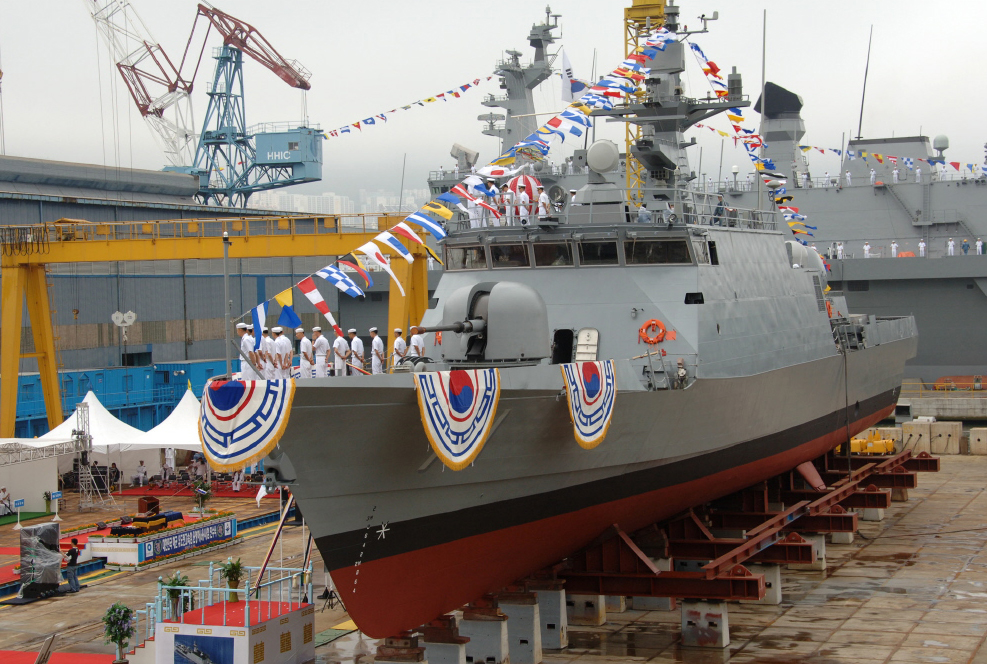
首艇尹永夏号(PKG 711)的下水仪式

为了应对长期以来不断穿过北方界线的朝鲜籍舰艇和多次对韩国海岸袭扰、渗透的朝鲜海军各类小艇(包括小型潜艇)，韩国海军自建立以来就拥有了一批中/小型舰艇部队，这其中以炮艇和导弹快艇为主。随着时代发展，韩国海军也在向蓝水海军不断迈进。然而因为朝鲜的存在，韩国始终没有放弃中/小型舰艇的研发。尤其是第二次延坪海战中，韩国海军的虎头海雕级357号炮艇在与朝鲜巡逻艇对战时遭遇重创并最终沉没，更是刺激着韩国海军小型快速巡逻/作战舰艇的研发。
随后在2003年，韩国海军推出了一项名为“韩国快速巡逻艇”的项目，项目代号PKX，也被称为金雕级巡逻艇。按照韩国海军最初的计划，金雕级巡逻艇的设计排水量应为250吨，但随后韩国海军就发现250吨的排水量无法满足自身需求，因此在2004年叫停该项目以后，便将金雕级巡逻艇的设计排水量增至500吨以上，使得该艇摇身一变成为大型巡逻艇。
金雕级巡逻艇的设计在随后的发展中衍生为两种型号，项目代号分别为PKX-A型导弹艇和PKX-B型巡逻艇。其中PKX-A导弹艇设计即现在的尹永夏级导弹艇。而另一个设计PKX-B巡逻艇则是一种200吨级的巡逻艇，即现在的PKM-R巡邏艇，其主要装备舰炮和轻型鱼雷，能执行巡逻警戒、护渔护航等任务，兼具有一定的反潜能力。
本級艦尹永夏號飛彈快艇(PKG-711)命名自在第二次延坪海戰中牺牲的大韓民國海軍指挥官尹永夏少領。

## 同型艇
| 建造序号 | 舷号    | 舰名     | 造船厂      | 开工日期 | 下水日期       | 交船日期 | 服役日期       |
| -------- | ------- | -------- | ----------- | -------- | -------------- | -------- | -------------- |
| 1        | PKG-711 | 尹永夏号 | 韩进重工业  |          | 2007年6月28日  |          | 2008年12月7日  |
| 2        | PKG-712 | 韩相国号 | STX海洋造船 |          | 2009年9月23日  |          | 2011年9月14日  |
| 3        | PKG-713 | 赵天衡号 | STX海洋造船 |          | 2009年9月23日  |          | 2011年9月14日  |
| 4        | PKG-715 | 黄道显号 | STX海洋造船 |          | 2009年12月11日 |          | 2012年1月13日  |
| 5        | PKG-716 | 徐厚源号 | STX海洋造船 |          | 2009年12月11日 |          | 2011年11月28日 |
| 6        | PKG-717 | 朴东赫号 | 韩进重工业  |          | 2010年7月28日  |          | 2011年11月28日 |
| 7        | PKG-718 | 玄时学号 | 韩进重工业  |          | 2010年7月28日  |          |                |
| 8        | PKG-719 | 郑兢谟号 | 韩进重工业  |          | 2010年11月2日  |          | 2011年12月19日 |
| 9        | PKG-721 | 池德七号 | 韩进重工业  |          | 2010年11月2日  |          | 2011年12月23日 |
| 10       | PKG-722 | 林炳来号 | STX海洋造船 |          | 2012年11月20日 |          | 2013年9月3日   |
| 11       | PKG-723 | 洪时旭号 | STX海洋造船 |          | 2012年11月20日 |          | 2013年10月10日 |
| 12       | PKG-725 | 洪大善号 | STX海洋造船 |          | 2012年11月20日 |          | 2013年11月4日  |
| 13       | PKG-726 | 韩文植号 | 韩进重工业  |          | 2013年4月24日  |          | 2014年1月28日  |
| 14       | PKG-727 | 金昌学号 | 韩进重工业  |          | 2013年4月24日  |          | 2014年3月4日   |
| 15       | PKG-728 | 朴东镇号 | 韩进重工业  |          | 2013年4月24日  |          | 2014年4月1日   |
| 16       | PKG-729 | 金秀炫号 | STX海洋造船 |          | 2014年4月30日  |          | 2014年9月30日  |
| 17       | PKG-733 | 李秉哲号 | STX海洋造船 |          | 2014年4月30日  |          | 2014年11月28日 |
| 18       | PKG-732 | 全炳翼号 | STX海洋造船 |          | 2016年6月24日  |          | 2018年1月11日  |

## 参見
- PKM-R巡邏艇
- 037II型导弹护卫艇
- 隼级导弹艇
- 沱江級巡邏艦